# Joy Giovanni
Veronica Joy Giovanni (* 20. ledna 1978) je americká herečka, glamour modelka a bývalá profesionální wrestlingová manažerka. Nejvíce známa je pro svoji spolupráci s World Wrestling Entertainment kde působila v rosteru SmackDown!. Stala se první vítězkou ceny Rookie Diva roku.

## Profesionální wrestlingová kariéra
Joy se v roce 2004 účastnila soutěže Diva Search kde skončila třetí. I přesto ale podepsala kontrakt s WWE a debutovala na SmackDownu. Tam měla feud s Dawn Marie a Melinou Perezovou. Byla propuštěna v létě 2005.
Vrátila se v roce 2009, ale jen jako speciální host na WrestleManii XXV, aby zničila první Miss WrestleManii. Nafotila fotky ve spodním prádle společně s Kelly Kellyovou, Terri Runnelsovou a Debrou Miceliovou.